# Clemente Onelli
Clemente Onelli (Roma, Italia, 22 de agosto de 1864; Buenos Aires, 20 de octubre de 1924) fue un científico, naturalista, conservacionista, geógrafo, arqueólogo, paleontólogo, zoólogo, botánico, explorador y escritor nacido en Italia y que luego emigró a la Argentina.

## Primeros años
Clemente Onelli nació en Roma, Italia, el 22 de agosto de 1864. Era hijo de Vittorio Onelli, abogado romano. Siendo niño quedó huérfano; estudió hasta su mayoría de edad en el colegio papal de Roma, y posteriormente en la Facultad de Ciencias Naturales de la Universidad de Roma, especialmente orientado a la paleontología y geología, recibiéndose de licenciado a la edad de 23 años.
Aprendió a leer y escribir, además del italiano natal, en latín, en griego, y en francés. Todavía en Italia, tomaría clases de español, idioma que viviendo en la Argentina también dominaría, al igual que el mapuche y el tehuelche. Finalmente tomó la decisión de emigrar a América del Sur.

## Llegada a la Argentina
A la edad de 24 años —a finales del año 1888— arribó a la Argentina. No se parecía al tradicional inmigrante de su época, pues era erudito en variados campos, desde historia natural, pasando por los clásicos, filosofía, y teología. Apenas llegado, conoció a los científicos locales de entonces: Eduardo Schiaffino, Pedro N. Arata, Carlos Ameghino, Florentino Ameghino y Francisco Pascasio Moreno, entre otros. A partir de 1899 conocería y hasta su muerte en 1924 trabaría especial amistad y colaboración científica con el sabio Christofredo Jakob, al que publicaría numerosos artículos neurobiológicos de nivel internacional en la «Revista del Jardín Zoológico de Buenos Ayres»; ambos veían como natural que esos resultados científicos, obtenidos en la tradición neurobiológica del Hospital Borda con cerebros de los pacientes allí fallecidos y de los animales muertos en el Jardín Zoológico que se comparaban en el Borda, se publicaran en dicha revista en competencia directa con las principales revistas de las instituciones científicas alemanas, francesas y anglófonas. El criterio era percibirse y hacer ciencia en absoluta igualdad de condiciones con estas. También comenzó Onelli a relacionarse con los museos del Plata, especialmente con el Museo de La Plata muy vinculado primero con Ameghino y Moreno y luego con Christofredo Jakob, ya que Onelli era portador de propuestas de intercambio museológico entre las instituciones locales y las de Roma.

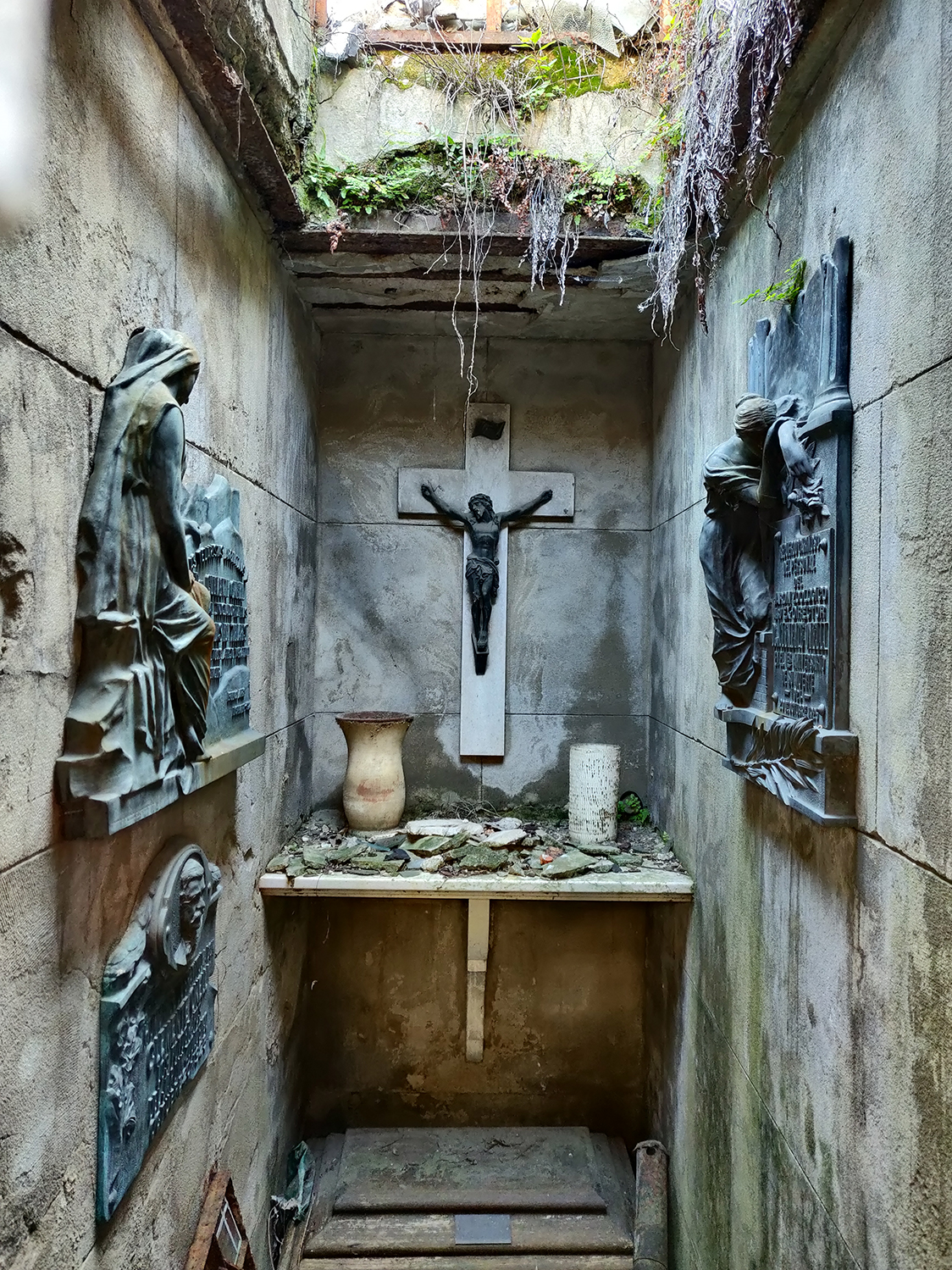
Tumba de Clemente Onelli en el Cementerio de la Recoleta, estado al mes de julio de 2025. Buenos Aires

Por estas razones, ya en el año 1888 Francisco P. Moreno lo había incorporado a la planta del Museo de La Plata, otorgándole tareas de explorador y naturalista, especialmente en la búsqueda de fósiles (colaborador de Santiago Roth) y piezas arqueológicas patagónicas, vocación exploratoria y naturalística que compartía con Jakob. Asimismo, junto con este logró reunir en el Jardín Zoológico una biblioteca de ciencias naturales de 22.000 volúmenes, a los que sumó seis mil ejemplares de las obras de Jakob que se empleaban para repartir en las escuelas públicas, primarias y secundarias. Esa biblioteca, muchos de cuyos ejemplares eran carísimos, constituyó el principal repositorio bibliográfico de la Escuela Neurobiológica Argentino-Germana, con laboratorios en los actuales Hospitales Borda y Moyano y en las Universidades de Buenos Aires y La Plata. Por convenios especiales, el último de los cuales fue suscripto en 1990, la tradición neurocientífica del Borda continuaba concurriendo a extraer los cerebros de los animales fallecidos en el Jardín Zoológico para realizar sobre ellos sus investigaciones, habiendo formado así casi la mitad de sus más de cien mil preparados neurobiológicos en neuroanatomía comparada y humana; sus científicos acudían regularmente a trabajar en la biblioteca del zoo formada por Onelli, Jakob y otros,. Al privatizarse el Jardín Zoológico, resultando concesionaria del mismo la empresa "Zoobotánico 2000 S. A.", se omitió inventariar la biblioteca, y todo el fondo bibliotecológico simplemente desapareció.
Onelli colaboró en la redacción del periódico El Diario. Con el auspicio de este medio, más la ayuda económica de Manuel Láinez y Ramón Santamarina, se embarcó en un viaje de exploración al lago Argentino. Los pormenores de este periplo patagónico fueron descritos en su libro Trepando Los Andes, publicado en 1904.
Al regresar de la Patagonia, el mismo periódico lo envió nuevamente a ella, esta vez al sector de la Patagonia norte, en el cargo de corresponsal viajero, y con el encargo de que escribiera informes sobre los trabajos de construcción de las vías férreas que unirían Bahía Blanca con Neuquén. En cada uno de sus viajes no desperdiciaba oportunidades para realizar observaciones de la naturaleza, observar la conducta de los animales, y coleccionar ejemplares de la flora y la fauna patagónicas.
Su obra de mayor importancia en ciencias naturales, siendo coautor de ella con Christofredo Jakob, es "Von Tierhirn zum Menschenhirn" (editorial: Lehmann Vlg., Munich, 1913), publicada simultáneamente en Buenos Aires por Ediciones Kraft como "Atlas del cerebro de los mamíferos de la República Argentina". Allí los estudios comparados entre especies culminan con la identificación de las particularidades cerebrales de cada especie en función del hábitat en que debe sobrevivir. En el momento en que comenzaba a ser distribuida y celebrada internacionalmente como aporte neurobiológico de gran fuste, comenzó la Primera Guerra Mundial (1914-1918). Ya fallecido Onelli, su coautor Jakob emprendería otro proyecto bibliográfico también de primer nivel mundial, estructurado sobre un plan similar: los primeros tomos de la Folia Neurobiológica Argentina, que recién pudo comenzar a publicar en 1939 y cuya difusión quedó similarmente opacada por la Segunda Guerra Mundial (1939-1945).

## Asesor de la Comisión de límites
En razón de sus conocimientos de la zona austral, por entonces en disputa entre la Argentina y Chile, en 1897 Francisco Moreno lo había nombrado Secretario General de la Comisión de Límites; siendo además su secretario personal y amigo.
En el año 1898 jugó un papel clave en el episodio limítrofe denominado: desvío del río Fénix, un curso fluvial que drenaba hasta ese momento hacia el océano Pacífico.
Una compañía de galeses de Gaiman, postuló la factibilidad de cambiar la dirección de ese río para irrigar una nueva colonia galesa en tierras hasta ese entonces totalmente improductivas. Francisco Moreno, vislumbró que esa obra podría ser la prueba práctica de su teoría en relación sobre que el límite entre ambos países debía correr por los altos e inamovibles cordones andinos, y no por la divisoria de aguas oceánica, la cual era inestable.
En enero de ese año, Moreno le encomendó la apertura de un canal artificial para desviar las aguas de ese río en dirección al cañadón del Deseado, es decir, el objetivo era cambiar la asignación oceánica de su cuenca para que pase a drenar hacia el océano Atlántico. Las tareas debían ser terminadas cuanto antes, pues pasaría por allí la comisión arbitral encargada de fijar el límite binacional. Onelli supo estar a la altura del desafío, logrando coronar con éxito el cometido, justo una semana antes de que llegue al lugar la comisión arbitral.
Onelli publicó en 1904 Trepando los Andes, un libro en que describe una exploración que había realizado un año antes, y en la que, al pasar por el río Fénix, rememoró la faena de 1898:

«En este paraje en el año 1898, siguiendo las instrucciones del perito Dr. Moreno, desviamos el curso de ese río que desagua en el lago Buenos Aires, haciéndole correr como afluente del río Deseado. Quedé un rato contemplando la obra que los años y las inundaciones habían completado abriendo más caudaloso lecho; recordé los once días de trabajo febril con las manos llagadas por el uso de la pala; recordé que se debía terminar esa prueba de la teoría de Moreno para el día que llegase a pasar por allí el perito chileno, y recordé el motín de algunos hombres que tuve que dominar, revólver en mano, acobardados por la ímproba tarea: se me presentaron a la mente esas horas de ansia, cuando abierta la boca del canal, las aguas durante una noche, se estancaron allá donde termina la pampa, irresolutas en seguir la pendiente del cañadón del río Deseado. Ahora el río entra tranquilo por ese canal y sus aguas se deslizan veloces como si siempre hubiesen hecho eso desde el principio de los siglos (...) El día en que el gobierno corrija un tanto la entrada del Fénix al río Deseado, la obra imaginada por Moreno dará también riego y vida a unos cuantos millones de hectáreas de campos resecos, coronando así la obra de este sabio infatigable que ha conseguido para su patria miles de leguas discutidas por el vecino, y bajo su impulso enérgico e incansable dirección, la geografía argentina, que estaba atrasada en cincuenta años, se puso al día en poco tiempo, tanto que geógrafos como Reclús, Rabot, Lapparent y Gallois, declararon al conjunto del trabajo por él presentado al árbitro inglés como el más bello ejemplo de la energía y actividad americanas».

## Nuevas tareas oficiales
Como Onelli no sólo era un gran conocedor de las regiones australes, sino que además había emprendido estudios de química agrícola, el doctor Wenceslao Escalante, por entonces Ministro de Agricultura de la Nación, lo contrató para que estudie las características en los rubros agrícola y ganadero del Territorio Nacional de Santa Cruz.
Luego de las actividades en la Patagonia sur, regresó a Buenos Aires. Después de 1895 formó una familia casándose con María Celina Panthou, hija de Julio Panthou Milberg y Ernestina Cabot Agrelo, ambos porteños. Una nueva tarea oficial le fue encomendada: emprender la colonización de la Patagonia, desde la Dirección de Tierras de la Nación.

## Onelli director del Zoo porteño
El Presidente Julio Argentino Roca, al finalizar el año 1904, le daría el trabajo que lo haría más conocido, ya parcialmente comentado: le otorgó la dirección del Jardín Zoológico de la Ciudad de Buenos Aires, reemplazando a su antecesor Eduardo Ladislao Holmberg. Frente a la colección zoológica porteña permanecería durante dos décadas, incluso viviendo él y su esposa dentro del zoológico (Onelli no dejó descendencia), hasta el 20 de octubre de 1924, es decir, hasta el día de su muerte.

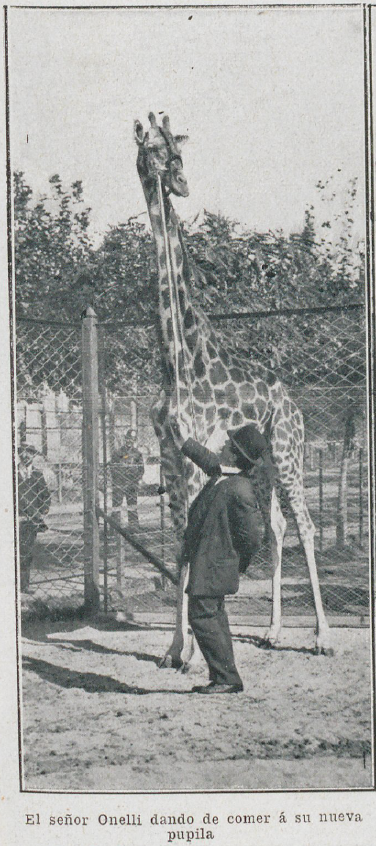
Clemente Onelli alimenta a una jirafa en 1912, durante su gestión como director del zoológico de Buenos Aires.

En su gestión Onelli le dio un notable impulso al Zoológico, agregándole aspectos didácticos, implementando paseos en ponis, elefantes, y camellos, logrando notorio aumento en el número de visitantes, los que pasaron de 1500 a 15 000 apenas en el primer año de su gestión. Ya fue comentada su formación de la biblioteca del Zoológico de 22 000 volúmenes, su incorporación de otros 6000 volúmenes de obras científicas para escolares, la mayoría en fascículos, producidas por su amigo Christfried Jakob, y el impulso dado a la formación en el Zoológico de una institución comprometida con la transformación social del país por medio de la enseñanza y la divulgación de las ciencias - grandioso proyecto en el que también había embarcado al Zoológico su antecesor el Dr. Eduardo Ladislao Holmberg. Se incorporaron al paseo estatuas, esfinges talladas, fuentes, y otras obras de arte; y se colocaron carteles que informaban a los visitantes el nombre y distribución original de cada animal. Entre varios logros técnicos, se destaca el nacimiento del primer elefante asiático en zoológicos de todo el mundo.
Convenció a las autoridades municipales para que donen al zoo un adorno de las Fiestas Mayas ubicado en la Plaza de Mayo, una gran estructura metálica la que él adaptó para que sea la Jaula de Cóndores, armazón que en el siglo XXI cumple allí la misma función luego de más de un siglo. La formación que asemeja un paredón rocoso que alberga dentro, es una imitación de la Piedra del Águila que el mismo Onelli había fotografiado en la Patagonia.
Dirigió durante todo su mandato la «Revista del Jardín Zoológico de Buenos Ayres» (segunda serie 1905-1922), fundada por Holmberg, a la vez que escribió una larga lista de temas y notas, los que en ella fueron publicados junto con trabajos de los mejores científicos locales y reseñas bibliográficas de las últimas novedades científicas extranjeras.

## Los Anexos frustrados
Buscó aumentar la cantidad y calidad de los animales en exhibición creando dos anexos, uno en el año 1907 en el barrio de Parque Patricios denominado Zoológico del Sur, y el otro en el año 1914 en el entonces Parque Saavedra. El primero se vinculaba con el actual Centro de Investigaciones Neurobiológicas en el Hospital Borda (hoy Monumento Histórico Nacional), donde la entrada del Laboratorio de Jakob (Avenida Amancio Alcorta 1602; igual que Onelli en el suyo, también Jakob por entonces vivía con su familia en la institución que dirigía) se halla situada frente a los Jardines Zoológico y Botánico del Sur. En estos, además de animales, se contaba con un par de ejemplares vegetales exóticos, cada uno donado por las embajadas de cada país con la que la República Argentina mantenía relación. El Jardín Zoológico del Sur y su Jardín Botánico fueron diseñados por arquitectos paisajistas alemanes y decorados con unas cuarenta esculturas clasicistas, algunas, como "El Gladiador Caído", de gran porte. Ambos proyectos, luego de la muerte de Onelli, cayeron en el olvido: el Parque Saavedra nunca se desarrolló en el área científica, y en el del Sur todas las estatuas, menos dos de ellas (el "Gladiador", y el busto del Dr. Enrique Finocchieto, ninguna en bronce), desaparecieron en décadas recientes; luego, bienintencionados funcionarios municipales reprogramaron el parque incorporando numerosas áreas secas, adoquinadas.
Otro de sus proyectos contemplaba construir un acuario bajo la avenida Las Heras, de 60 m de largo por 35 m de ancho, y que a la vez comunicara el Zoológico con el Jardín Botánico.

## Onelli ambientalista
Onelli, preocupado por la conservación de la naturaleza, promovió varias leyes en defensa de los animales y vegetales. Entre ellas, se destacan dos por su popularidad: la celebración del Día del Árbol —en 1908—, y la del Día del Animal. Investigó métodos para mejorar la alimentación y la calidad de vida de los animales cautivos, las Idiosincrasias de los pensionistas del Jardín Zoológico y la investigación del vínculo entre su psiquismo y las formas de sus cuerpos, preocupación característica de la Escuela Neurobiológica Argentino-Germana. Impulso el uso sostenible de los recursos de animales silvestres, entre ellos: plumas, fibras, lanas, cueros, pieles, etc.
Su principal prioridad fue la divulgación del conocimiento relacionado con los animales, en especial enfocado hacia niños y adolescentes, y la muy extensa y profunda obra de Christfried Jakob que distribuía el zoo se intitulaba, expresivamente, «Tratado de Biología General y Especial para uso de la Enseñanza Elemental, Media y Superior en la República Argentina – en fascículos».

## Onelli pionero de la criptozoología argentina
En 1922, Onelli recibe el testimonio de Martin Sheffield, un buscador de oro norteamericano, tentándolo con la posibilidad de incorporar al zoológico un animal único: con cabeza parecida a un cisne de formas descomunales, y el cuerpo parecido a un cocodrilo, quien además dejaba como rastro grandes huellas en la orilla del lago Epuyén. Convencido, Onelli organizó una expedición para capturar al supuesto plesiosauro, la que fue liderada por Emilio Frey y José Chiagi, superintendente del zoológico, acompañados de cazadores con rifles para cazar elefantes, y dinamita para minar el lago. De esta expedición también participó el taxidermista jefe del Museo de La Plata, Alberto Merkle.

Transcripción de la carta de Martín Sheffield, dirigida al Dr. Clemente Onelli, director del Jardín Zoológico de Buenos Aires. En la misma se describe por primera vez al animal que posteriormente despertó la curiosidad de la Sociedad Científica Argentina. (Archivo del Museo de la Patagonia "Francisco Pascasio Moreno", Administración de Parques Nacionales, San Carlos de Bariloche.).
"Esquel 19 de Enero 1922
Señor Dr. Onelli
Director del Jardín Zoológico Buenos Aires
Muy señor mío:
Conociendo el empeño que Vd. siempre ha demostrado en fomentar el adelanto del establecimiento que tan dignamente dirige me permito distraer su atención sobre el siguiente fenómeno que por cierto ha de despertar su vivo interés ya que se trata del posible ingreso a su Jardín de un animal hasta ahora ignorado del mundo.
Paso a relatar el hecho:
Hace varias noches que he podido registrar un rastro en el pasto que cerca la laguna donde tengo establecido mi puesto de cazador, el rastro es semejante a una huella de una pata muy pesada, la hierba queda aplastada y no se levanta más lo que hace suponer que el animal que por allí se arrastró debe ser de un peso enorme; he podido apercibir en medio de la laguna un animal enorme con cabeza parecida a un cisne de formas descomunales y el movimiento del agua me hace suponer un cuerpo de cocodrilo. El objeto de la presente es de conseguir de Vd. el apoyo material para una expedición en toda regla para la cual se precisa una lancha, arpones, etc; la lancha se podrá construir aquí, ahora bien por el caso de no poder sacar al animal vivo, sería también preciso de contar con material de embalsamar. Sí Ud. tiene interés en al asunto podría facultar a la casa Pérez-Gabito en esta, para que me facilite los medios para realizar la expedición.
Espero de su gentileza me conteste a la brevedad posible y aprovecho la oportunidad para saludarlo con mi mayor consideración
Martín Sheffield"

Escrito al Margen: "La correspondencia ruégole dirigir a mi nombre a la casa Roberto Pérez-Gabito, Colonia 16 de Octubre, Esquel".

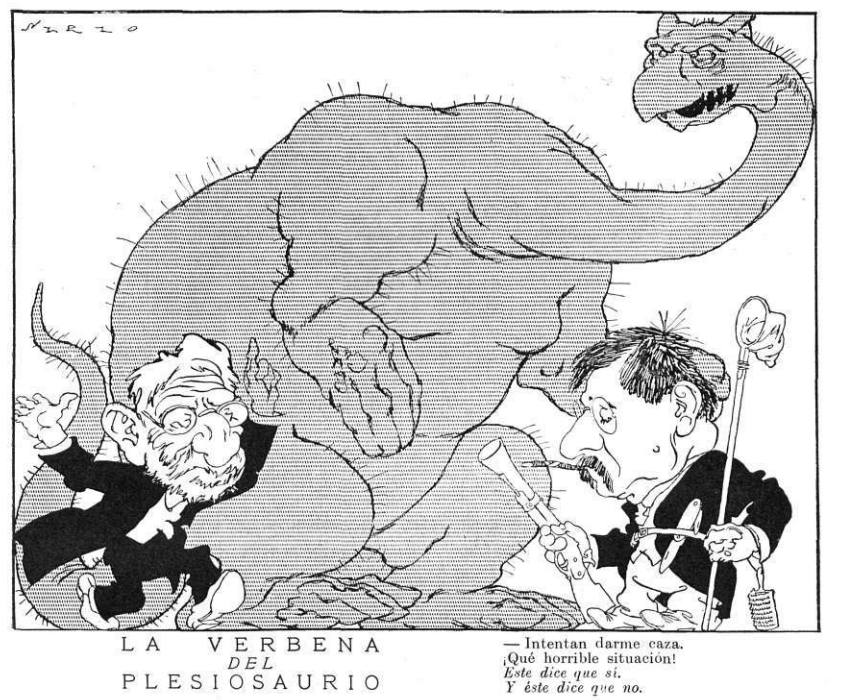
Caricatura de la búsqueda del plesiosaurio en el sur argentino (publicada en Caras y Caretas, 15 de abril de 1922).

La gente reaccionó negativamente ante la participación de cazadores, y el Dr. Albarracín, Presidente de la Asociación Protectora de Animales, le solicitó al Ministro del Interior que revocara la autorización para la captura, ya que las leyes prohibían la caza de animales en peligro. Finalmente se resolvió el tema del permiso y la expedición siguió adelante.
La aventura mantuvo en vilo a la sociedad argentina por un buen tiempo; diría Frey: 

«De todas partes me llovían cartas y obsequios entre los que había las cosas más notables: un tango "el Plesiosaurio", una caja de cigarrillos marca "Plesiosaurio", lápices hechos por los presos con la efigie del presunto monstruo...».

De más está decir que la expedición regresó sin ningún plesiosauro. La historia tuvo repercusión internacional, llegando a ser comentada en publicaciones como la revista Scientific American.
Onelli creía, más que en el plesiosaurio, en la misma Patagonia y sus posibilidades:

«Vea, che... también puede ser que me haya sido forzoso, para que se realice este nuevo reconocimiento, recurrir al extremo que supone la historia del plesiosaurio, sin cuya quimera no tendríamos expediciones ni nada. En cambio ahora irán miembros de la prensa del país y del extranjero, acompañando a los expedicionarios, y se difundirán las noticias de la Patagonia y sus maravillas, para tratar de que se forme hacia ella una fuerte corriente de turismo, de guapos hombres y capitales. La Patagonia es todavía un país de ensueños para mucha gente, aunque ya es conocida por tierra de asombro y riqueza. Y si no, dígase ¿qué de más fantástico hubo que buscando agua en sus áridas costas (...) se hallase (...) el petróleo?. (...) se vienen ya del extranjero sabios, naturalistas y y geógrafos. Traen ansias de estudiarla para saber de ella más de lo poco que nosotros sabemos... y yo los esperaré que vuelvan con el hambre del viejo que fue su entusiasta explorador, porque desde que tuve la dicha de que el ilustre Pancho Moreno me mandara a conocerla, siempre la quise como si fuera mía».

## Onelli director de cine
En el año 1922, Onelli fue director del mediometraje mudo argentino El misionero de Atacama, film hoy extraviado. El argumento: «despliega las peripecias de un fraile franciscano en Salta en épocas de la colonia, la labor educativa y particularmente su misión evangelizadora, ambos pilares del proceso de civilización».

## Reconocimientos y honores

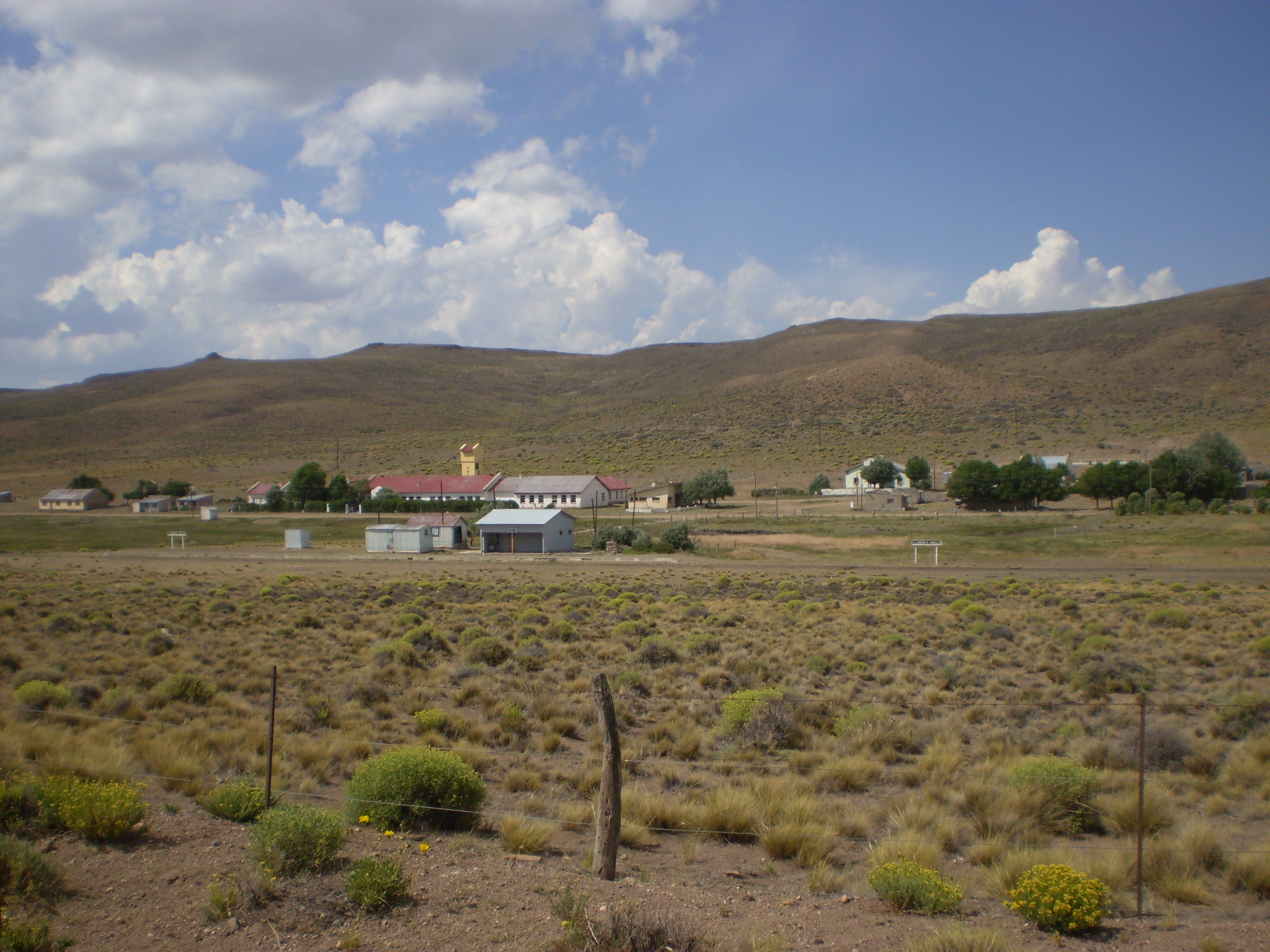
La localidad de Clemente Onelli homenajea en su nombre al sabio ítalo-argentino.

En homenaje al sabio ítalo-argentino, lleva su nombre la localidad y comisión de fomento de Clemente Onelli, en el Departamento 25 de Mayo, provincia de Río Negro, Argentina.

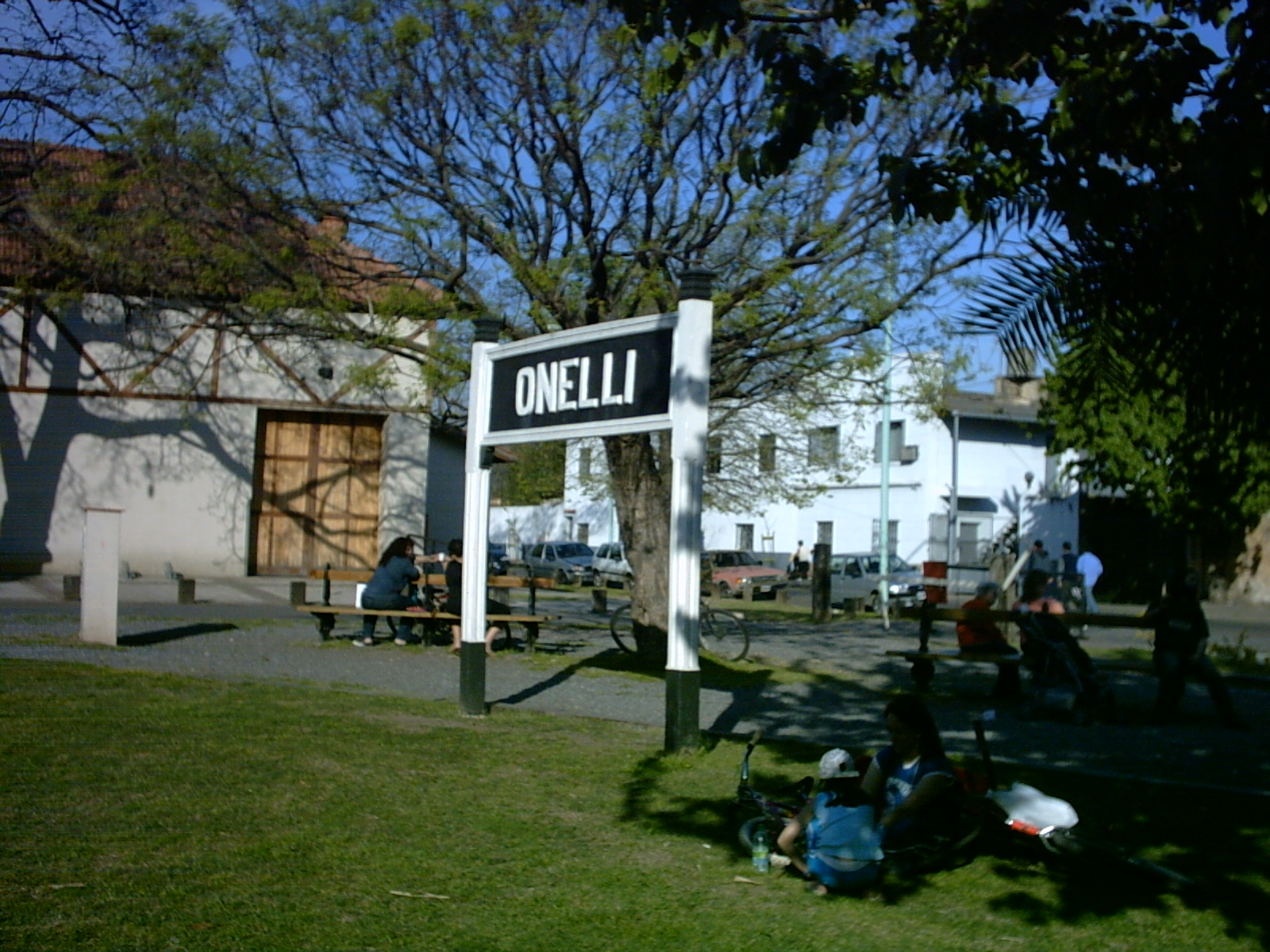
Homenaje a Onelli en el trencito del Parque Avellaneda.

Una estación del Expreso Alegría, el trencito que circula por dentro del Parque Avellaneda, lleva el nombre de Onelli.

## Obras de su autoría
- Onelli, Clemente (1904) Trepando los Andes. Buenos Aires. Compañía S.A. de Billetes de Banco. 176 páginas.
- Onelli, Clemente (1911) Las pieles de lujo y sus falsificaciones. Revista del Jardín Zoológico de Buenos Ayres. 7(26):121-125.
- Onelli, Clemente & Christfried Jakob (1913) Atlas del cerebro de los mamíferos de la República Argentina: estudios anatómicos, histológicos y biológicos comparados, sobre la evolución de los hemisferios y de la corteza cerebral. Imprenta de Guillermo Kraft. 102 páginas.
- Onelli, Clemente (1925) Aguafuertes del zoológico. 175 páginas.
- Onelli, Clemente (1926) Alfombras, tapices y tejidos criollos. 54 páginas.
- Onelli, Clemente (1944) Un pobre gato y otros ensayos: Cuentos escogidos. Editorial Huarpes. 143 páginas.
- Onelli, Clemente (1999) Idiosincrasias de los pensionistas del Jardín Zoológico (1905-1906-1907) Ediciones El Elefante Blanco. 152 páginas.
- Onelli, Clemente (1999) Idiosincrasias de los pensionistas del Jardín Zoológico (1908-1909-1910) Ediciones El Elefante Blanco. 134 páginas.